# Le Mouret
Le Mouret (frp. Mourè; hist. Muret) – szwajcarska gmina (fr. commune; niem. Gemeinde) w kantonie Fryburg, w okręgu Sarine. Powstała 1 stycznia 2003 z połączenia gmin Bonnefontaine, Essert, Montévraz, Oberried, Praroman i Zénauva.

## Demografia
W Le Mouret mieszka 3250 osób. W 2020 roku 14,1% populacji gminy stanowiły osoby urodzone poza Szwajcarią.

## Transport
Przez teren gminy przebiega droga główna nr 180.